# Чжао (царство)
Царство Чжао (403 до н. е. — 222 до н. е. роки) — середньовічна держава в Китаї, що утворилася внаслідок розпаду царства Цзінь у 403 році до н. е. Тривалий час вело боротьбу за владу з царствами Цінь, Вей і Ці. 222 року до н. е. війська Чжао зазнали остаточної поразки у війні з Цінь, внаслідок чого царство припинило існування.

## Історія

### Заснування володіння
Представники родини Чжао вели свій родовід від вояків-інців, що служили ще за династії Шань. Втім перші відомості про аристократичний рід Чжао сягають VII ст. до н. е., коли вони служили у царстві Цзінь. Чжао Куі, колишній колісничий у цзінського правителя Сянь-гуна, після вдалого походу на сусідні напівварварські володіння отримав володіння Ген, що стало територіальною базою зростання і посилення клану Чжао. Під час мандрівок Чжун Ера, майбутнього цзінського Вень-гуна, по царствам чжоуського Китаю онук Чжао Куі — Чжао Шуай — одружився з сестрою майбутньої дружиною Чжун Ера. Коли Чжун Ер сіл на цзінський трон, Чжао Шуай отримав значну посаду і нові території. Після цього представники роду Чжао отримали спадковий титул цзі (на кшталт виконата), що відбивала посилення впливу їх роду. При синові Вень-гуна — Сян-гуні — Чжао Дунь (син Чжао Шуая) обійняв посаду першого міністра Цзінь. І коли постало питання, кому бути спадкоємцем після смерті Сян-гуна, Чжао Дунь вирішив його на користь немовляти Лін-гуна.
Після смерті Чжао Дуня його клан різко посилив свої позиції і кілька його представників стали цінами і командувачами армією або заступниками командувачів, в країні виникла змова проти цього клану, і весь він, крім вагітної дружини глави клану Чжао Шо, сина Чжао Дуня, було знищено. Дружина врятувалася тому, що була сестрою Чен-гуна, що успадкував цзінський трон. Народжена дитина був надійно захований і виховувався далеко від столиці. На той час, коли він змужнів, ситуація в царстві змінилася. Клан Чжао було реабілітовано, а хлопчик — Чжао Вень-цзі — згодом став першим міністром Цзінь, як і його дід Чжао Дунь. Поступово відбувається нове піднесення та фінансове посилення роду.

### Здобуття самостійності
Наприкінці VI ст. до н. е. рід Чжао мав вже значні володіння. Він вступив у союз з родами Вей і Хань. Спільно вони на початку V ст. до н. е. знищили роди Фань і Чжун. Столицею стало місто Цзіньян. Надалі Чжао діяли спільно з Вей і Хань. У 454—453 роках до н. е. вони знищили останній потужний рід царства Цзінь — Чжи, який своєю чергою здійснив спробу знищити Чжао.
У 424 році до н. е. Чжао отримали титул хоу (на кшталт маркіза), що підкреслило напівнезалежний статус. Першим таким володарем став Сянь-хоу Фактично з цього часу спільно з Вей і Хань керували царством Цзінь. 403 року до н. е. було ухвалено рішення про розподіл Цзінь між Чжао та її союзниками.

### Боротьба з сусідами
Ле-хоу, син Сянь-хоу, продовжив справу батька, сприявши посиленню молодої держави. Його помічником з 399 року до н. е. став брат У-гун, який фактично став співволодарем. Він зміцнив союз з царствами Хань і Вей. 386 року до н. е. наступний володар Цзін-хоу переніс столицю держави до Ханьданя. Він з перемінним успіхом воював проти царств Чжуншань та Ці. Проти останнього союзниками Чжао були царства Вей і Хань. Водночас несподівано суперником виявилося царство Вей, яке спробувало посадити на трон Чжао суперника Цзін-хоу. З огляду на це було укладено союз з царствами Хань і Янь. Також укладав короткочасні союзи з царством Чу. 376 року до н. е. спільно з Хань і Вей розділив рештки царств Цзінь і Східного Чжоу. 371 року до н. е. внаслідок конфлікту з Хань не зуміло скористатися вигідною ситуацією, коли в царстві Вей почалася боротьба за трон. 354 року до н. е. лише завдяки підтримці Ці зуміло відбити напад царства Вей.
Наступний володар Чен-хоу протягом 340-х років до н. е. далі проводив активну зовнішню політику, воював з Вей, Ці і Чжен. Проти останнього успішно діяв спільно з царством Хань. Але за часів Су-хоу царство Чжао вимушено було постійно воювати з Вей, Ці, Янь і Чу. Новим суперником у 330-х роках до н. е. стає царство Цінь.
Улін-хоу, що посів трон у 326 році до н. е., провів внутрішні реформи: військові та економічні. Він зміцнив союз з царствами Хань і Янь. У відносинах з царством Вей не було постійного політичного курсу: то діяли спільно, то воювали. Водночас спочатку прийняв титул цзюнь (володар), а незабаром — ван, що зрівнятися у гідності з іншими правителями китайських держав. 317 року до н. е. війська Чжао спільно з Хань і Вей виступили проти царства Цінь, але зазнали нищівної поразки. після цього починається протистояння з Вей за вплив на державу Чжуншань. 300 року до н. е. війська Чжао завдали поразки Вей й встановили зверхність над Чжуншань. Слідом за цим Улін-ван розпочав переозброєння свого війська, основою якого тепер повинна була стати важка кіннота (на відмінну від загальної на той час практики застосовування піхоти). 299 року до н. е. Улін-ван добровільно передав владу синові Хуейвеню, але зберіг фактичну владу. Втім невдовзі внаслідок декількох заколотів загинув.
Втім Чжао зберегло внутрішню міцність. Хуейвень-ван продовжив активну зовнішню політику попередників. Основним суперником було царство Ці, з яким ван боровся в союзі з Хань і Янь, частково Цінь і Вей. Втім відбувалися короткочасні війни з Вей, Цінь і Янь. 296 року до н. е. спільно з Ці, Вей, Хань, Сун і Чжуншань атакувало володіння Цінь, якому було завдано поразки. 295 року до н. е. ліквідовано рештки самостійності держави Чжуншань, землі якої доєднано до території Чжао. 283 року до н. е. спільно з царством Янь війська Чжао прийшли на допомогу Вей, яке опинилося в на межі повної поразки від Цінь.
У середині 280-х років до н. е. Хуейвень-ван уклав мирний договір з Ці, за цим став укладати антицінські коаліції. Але у 280 році до н. е. зазнав поразки від Цінь. 276 року до н. е. почалася нова війна. На цей раз Чжао виступило спільно з Вей, але у битві біля Хуаяна зазнало поразки. Після цього вимушений Хуейвень-ван був з останнім укласти мирний договір з Цінь, за яким втратив територію між річками Хуанхе і Феньшуй. 273 року до н. е. спільно з Вей атакувало царство Хань. 271 року до н. е. Хуейвень-ван знову розпочав військову кампанію проти царства Ці. 270 року до н. е. ван Чжао взяв реванш, завдавши поразки Цінь у битві біля Яньюя.
Постійна боротьба Чжао практично з усіма сусідами призвела до того, що державу стали оточувати суцільні вороги. Спроби Сяочен-вана укласти союз з Ці проти Цінь і Вей наштовхнулися на недовіру, оскільки ван Чжао постійно змінював зовнішні орієнтири. 260 року до н. е. виступив спільно з царством хань проти Цінь. Спочатку кампанія була успішною, але зрештою у битві біля Чанпіна союзники зазнали нищівної поразки. Щоб врятувати вже власні землі Сяочен-ван звернувся до царств Вей і Чу. Лише це врятувало столицю Чжао, яку цінські війська взяли в облогу. 256 року до н. е. чжаоські війська здійснили новий напад на Цінь, проте без значного успіху.
У 251 році до н. е. почалася запекла війна з царством Янь. У 250—248 роках до н. е. Чжао тричі завдавало поразки Янь. Скориставшись цією війною, до Чжао вдерлися війська Цінь, які завдали низки поразок Чжаао. В результаті за угодою Сяочен-ван вимушений був відмовитися від 40 містечок. Така ситуація тривала за наступника Даосян-вана, який постійно воював з Янь і Цінь. Постійний наступ останнього призвів до того, що Чжао 241 року до н. е. уклало союзи з Вей і Чу та замирилося з Янь. Втім внаслідок внутрішніх суперечок антицінська коаліція розпалася. Надалі знову почалися сутички Чжао з царствами Ці і Янь.

### Загибель
Послаблення союзників Чжао протягом 240-х років до н. е. призвело до того, що Чжао стикнулося з загрозою знищення з боку царства Цінь. Юмяо-ван спробував змінити ситуацію, але зазнав низки поразок. 247 року до н. е. спільно з Вей, Чу, Янь і Хань виступив проти Цінь, але зазнав поразки. 241 року до н. е. разом із Хань знову атакував цінські володіння, але суперник завдав поразки союзникам. 240 року до н. е. Цінь захопило у Чжао важливу область навколо міста Юйци, стративши долину річки Феньшуй.
Згодом Чжао зазнає нових нападів Цінь. Тепер веде лише оборонні війни, але невдало. При цьому значущою була загибель 100-тисячного війська в битві біля Пін'яна 234 року до н. е. Але у 233 році до н. е. війська Чжао на чолі з генералом Лі Му у битві біля Фей завдали нищівної поразки Цінь. 232 року до н. е. завдано нової поразки царству Цінь.
Землетрус 231 року до н. е. та посуха 230 року до н. е. істотно підірвали економіку та відповідно оборону царства. Цим вирішило скористатися Цінь. 229 року до н. е. почалася чергова війна проти Цінь, яке вдерлося до Чжао. Сили Цінь на чолі з генералом Ван Дзянем атакували з кількох напрямків, генерал Лі Му стримав їх просування. Ван Дзян розумів що вбити Лі Му в битві не вдасться, тому скористався своїми багатствами щоб підкупити впливового радника короля. Той використав велику популярність Лі Му серед громадян проти нього, він розповів королю що Лі Му планує скинути його, дізнавшись про це Юмяо-Ван відправив посланця до генерала щоб той прибув до столиці отримати покарання. Після отримання наказу Лі Му стримуючи армію Цінь відмовився їхати в столицю, згодом його заарештували та стратили за наказом короля. 228 року до н. е. цінські війська захопили столицю Ханьдань, полонивши Юмяо-вана.
Втім частина правлячого роду, знаті та військ відступила на північ. У місті Дай чжаосці оголосили своїм ваном Цзя, старшого сина Даосян-вана. Він уклав союз з царством Янь. Але спільні війська у 226 році до н. е. зазнали нищівної поразки у битві на річці Ї (сучасна провінція Хенань). Слідом за цим цінські війська виступили проти Янь, не вважаючи Цзя значним суперником. Після знищення у 223 році до н. е. царства Янь війська Цінь рушили проти Дай, яке захопили 222 року до н. е. Цим остаточно ліквідували рештки держави Чжао.

## Територія
Чжао було одним з найбільш цілісних з усіх царств. Із заходу Чжао межувало з річкою Хуанхе з вейською областю Шанцзюнь, далі його територія поширювалася на гористі землі верхньої течії Феньшуй з півдня і верхньої течії Чжишен — з півночі (тут знаходилося володіння Дай), а також верхньої течії річки Цюйшуй, де воно межувало з царством Янь (північний схід) і царством Чжуншань. На захід і південь від земель Чжуншань, Чжао належали землі Великої рівнини, якими воно межувало на півночі з Янь, на заході з Ці по річці Хуанхе і на півдні з Вей. У цій частині чжаоське земель було два невеликих територіальні «кишені»: біля міста Чжунмоу (утворювали клин в землях Вей) і район міста Пін'і (між Вей і Ці). Тут же розташовувалася чжаоська столиця Ханьдань.

## Економіка

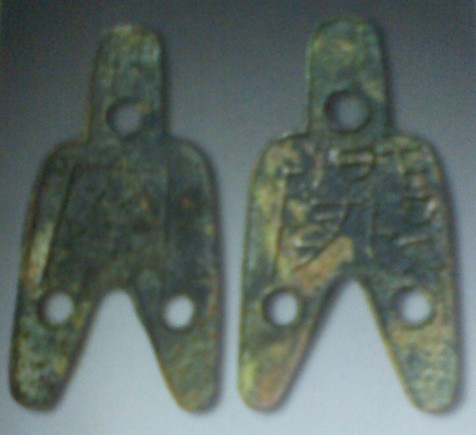
Гроші Чжао — лезо мотики

Основу становили землеробство і ремісництво. Міста були значними центрами внутрішньої торгівлі. Столиця Ханьдань суперничала з містом Наньян з царства Хань за найякісніші вироби з заліза. Значні області на півдні давали змогу забезпечувати населення харчами. На півночі, де перебували підвладні кочівники, значного розвитку набуло скотарство, з початку III ст. до н. е. важливою галуззю стає конярство, оскільки коней потребувало військо.
Крім того, Чжао здійснювало торгівлю з кочовими ордами на території сучасної Монголії та Західної Маньчжурії. В торгівлі використовувалися бронзові монети у формі леза мотики.